# Joost Schulte
Joost Pieter Schulte (Groningen, 1 februari 1996) is een Nederlandse radio-dj voor de NTR. Schulte maakt sinds november 2016 radio op radiozender NPO 3FM.

## Biografie en carrière
Na het behalen van het diploma van de middelbare school heeft Schulte een tussenfase van een jaar genomen. In dit jaar kon hij circa 20 uur per week achter de radiodesk staan bij verschillende radiostations.
Op vijftienjarige leeftijd ontstond zijn interesse voor radio. Hij stuurde een demo naar Crush Radio, waarin hij zich voordeed als een radio-dj. Crush Radio nam hem aan en hij mocht radio gaan maken bij de radiozender. In augustus 2015 is Schulte bij KX Radio aangevangen.
In oktober 2016 is Schulte benaderd door de opleidingscoördinator die hem bij KX radio begeleidde. Er werd aan Schulte verteld dat de NTR interesse in hem had en dat hij bij NPO 3FM mocht gaan werken. Bij de volgende programmering van NPO 3FM werd Schulte toegevoegd op de vroege ochtend op maandag. Zijn radioprogramma op het station werd gebaseerd op zijn voornaam: Joost.

### Radiozenders waar Schulte werkzaam was
| Begin periode  | Eind periode  | Radiozender   |
| -------------- | ------------- | ------------- |
| September 2011 | Februari 2013 | Goldenhabbos  |
| Februari 2013  | Januari 2015  | Crush Radio   |
| Augustus 2014  | Augustus 2015 | Traffic Radio |
| Augustus 2014  | Augustus 2015 | ALLsportradio |
| September 2014 | November 2017 | OOG Radio     |
| Augustus 2015  |               | KX Radio      |
| November 2016  |               | NPO 3FM       |